# AnsaldoBreda
AnsaldoBreda – włoskie przedsiębiorstwo przemysłowe zajmujące się produkcją taboru kolejowego (w tym dużych prędkości i metra) oraz tramwajów. Do 2015 roku spółka była częścią grupy Finmeccanica.
Przedsiębiorstwo powstało w 2001 roku w wyniku połączenia spółek Ansaldo Transporti i Breda Costruzioni Ferroviarie. Zakłady produkcyjne AnsaldoBreda znajdują się w Pistoii, Neapolu, Reggio di Calabria i Palermo, a także w Stanach Zjednoczonych i Hiszpanii. 2 listopada 2015 roku firma AnsaldoBreda zostało sprzedane firmie Hitachi i zmieniło nazwę na Hitachi Rail Italy.